# グロールシュ

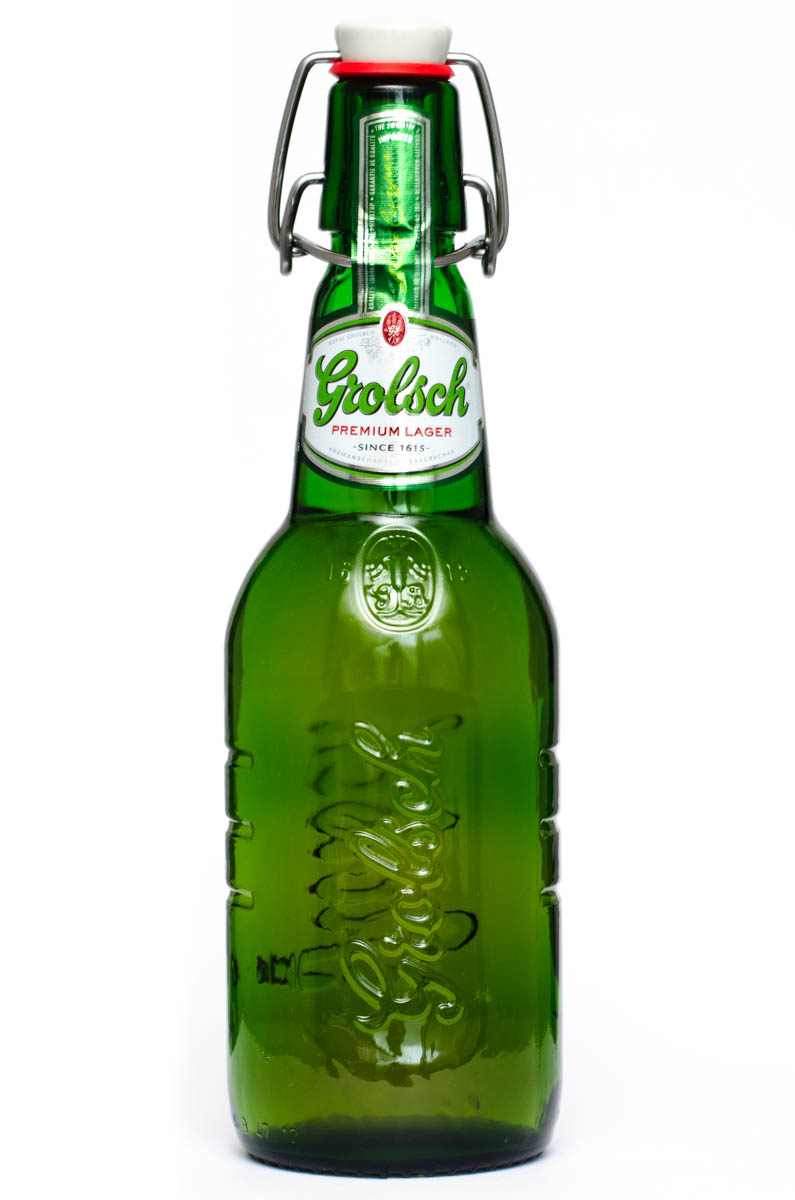
グロールシュ プレミアム ラガー ボトル

グロールシュ (Grolsch オランダ語発音: [ɣrɔls]) は、オランダのビール会社、および同社が製造・販売するビールのブランド名。2016年よりアサヒグループホールディングス傘下。オランダ語ではフロルスと発音する。

## 沿革
社名はフルンロー (Groenlo) に由来する。同社は1615年に設立され、オランダのビールメーカーで最も古い歴史を持つ。
2007年にSABミラーの傘下となったが、2016年、アサヒグループホールディングスがグロールシュをSABミラーから買収し傘下となった。
現在グロールシュ社は、50の国と地域で販売しており、国内向けは茶色い瓶、海外輸出向けは緑色で区別している。国内販売よりも海外輸出に積極的であり、おもな輸出先は、アメリカ合衆国とヨーロッパである。またアジアにも進出しており、韓国および日本にも輸出を行っている。

## 特徴

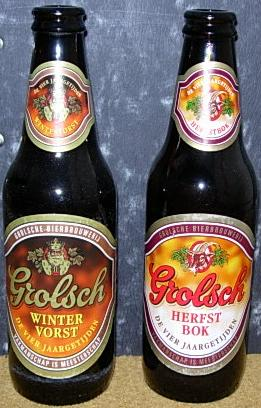

スイングトップボトルが有名で、現在でもこのスイングトップボトルを使っている数少ない会社の内の１つである。厳選された原材料を使用し、水は、天然水のスプリングウォーターのみを使っている。オランダ国内では高級ビールとして認知されており、若者に人気が高い。
アメリカ合衆国・シカゴで開催される世界のビールコンテスト (BTI chicago USA) で、1995年・1996年・1997年の3年連続で金賞を受賞し、オランダ王室よりロイヤルの称号を授与されている。

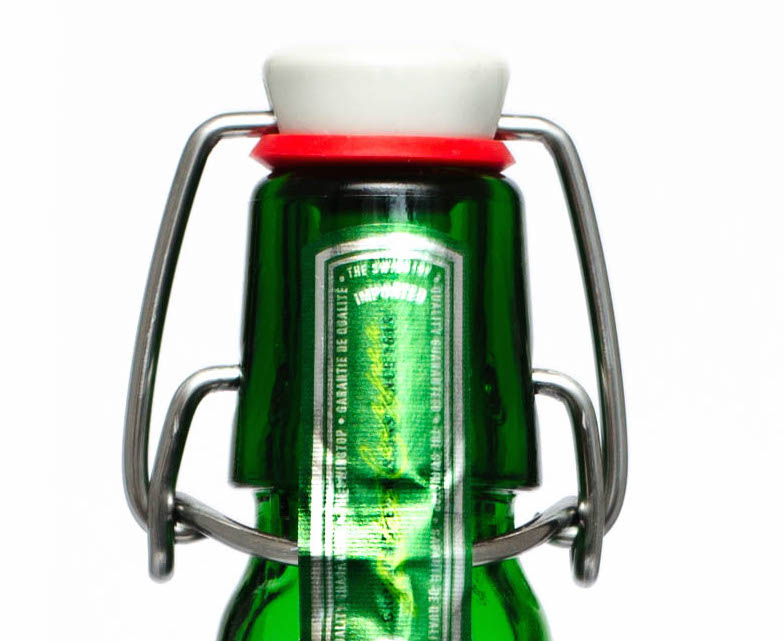
未開封のスイングトップビール瓶

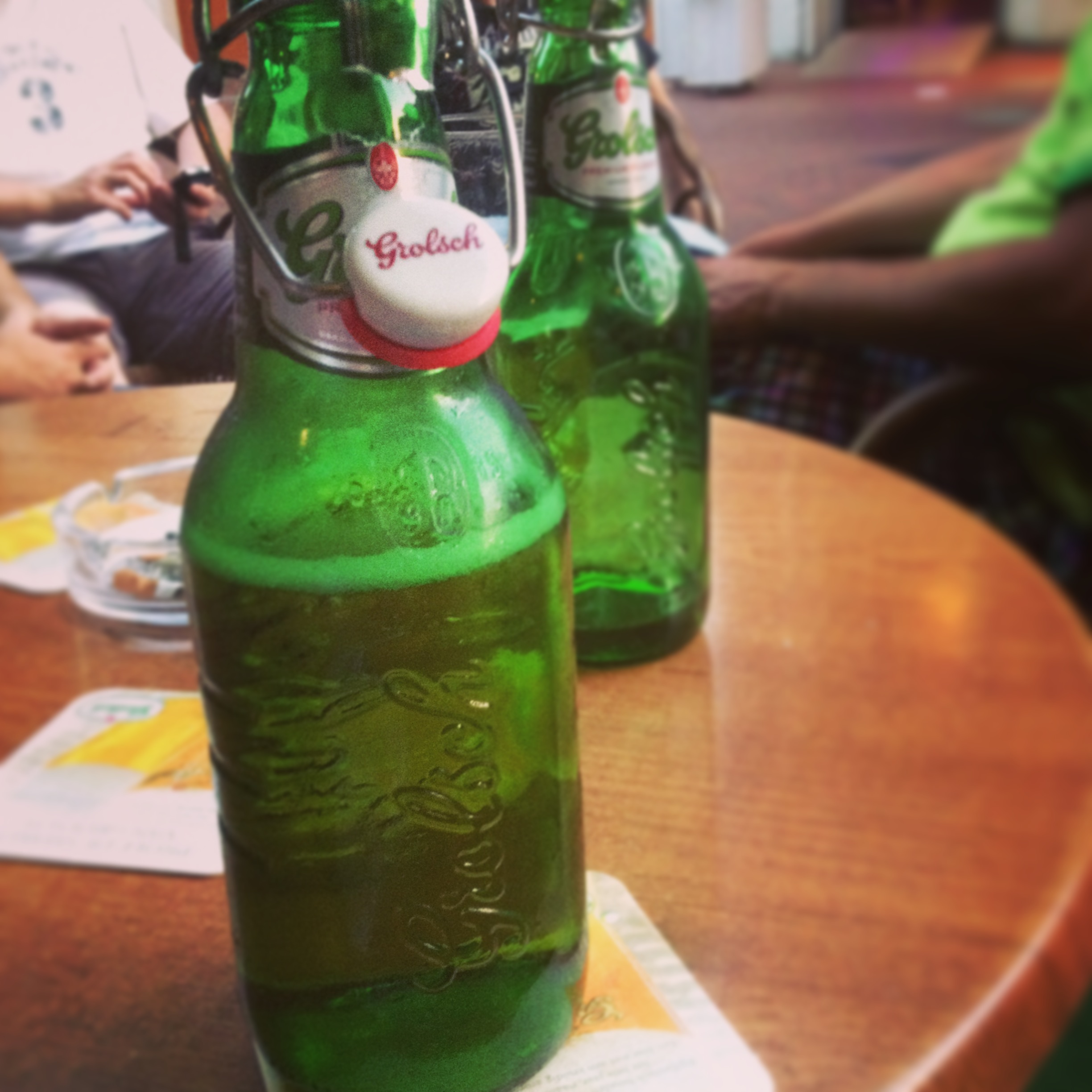
開封したグロールシュ プレミアム ラガーの瓶

## 製品
- グロールシュ・プレミアム・ピルスナー (grolsch premium pilsner) 5.0％
- グロールシュ・プレミアム・ブロンド (grolsch premium blond) 4.2％
- グロールシュ・プレミアム・ライト (grolsch premium light) 3.7％
- グロールシュ・プレミアム・モルト (grolsch premium malt) フリー
- グロールシュ・レモン (grolsch lemon) 2.5％

他多数